# Flavr-Savr-Tomate
Die Flavr-Savr-Tomate („geschmackskonservierende Tomate“), umgangssprachlich als Anti-Matsch-Tomate bezeichnet,  ist eine gentechnisch veränderte Tomate. Dabei wird das Gen, das für das Enzym Polygalacturonase codiert und für den Abbau des Stützgewebes verantwortlich ist, auf der RNA-Ebene mit Antisense-RNA blockiert. Mittels eines Ti-Plasmids wurde die cDNA des Polygalacturonase-Gens in gegenläufiger Orientierung (Antisense) unter Kontrolle eines Ti-Promotors ins Genom der Zelle eingebaut. Durch die Hemmung dieses Enzyms, das bei der Reifung Zellwände abbaut, kann die Flavr-Savr-Tomate länger reifen und dadurch mehr Aromastoffe bilden.
Als die Tomate als das erste gentechnisch veränderte Produkt 1994 in den USA auf den Markt kam, fanden sich kaum Käufer. Dies ist einerseits darauf zurückzuführen, dass die Menschen Angst vor gentechnisch veränderten Lebensmitteln hatten. Andererseits war die damalige Verarbeitungs- und Verpackungsindustrie nicht auf reife Tomaten eingestellt. Es wären hohe Investitionen in neue Verarbeitungsmaschinen nötig gewesen. Ein weiterer Negativaspekt ist, dass die Tomate schlechte Resistenzeigenschaften aufweist.
Letztendlich konnte die Tomate auch die beworbenen Eigenschaften nicht zufriedenstellend erfüllen und hat heute praktisch keine Bedeutung mehr. In den USA wurde sie 1997 wieder vom Markt genommen.
Die Bezeichnung Flavr Savr steht streng genommen nur für das 1988 patentierte Saatgut, das von der kalifornischen Firma Calgene Inc. entwickelt wurde. Im Frühjahr 1997 wurde Calgene von Monsanto aufgekauft.